# Jernkysten

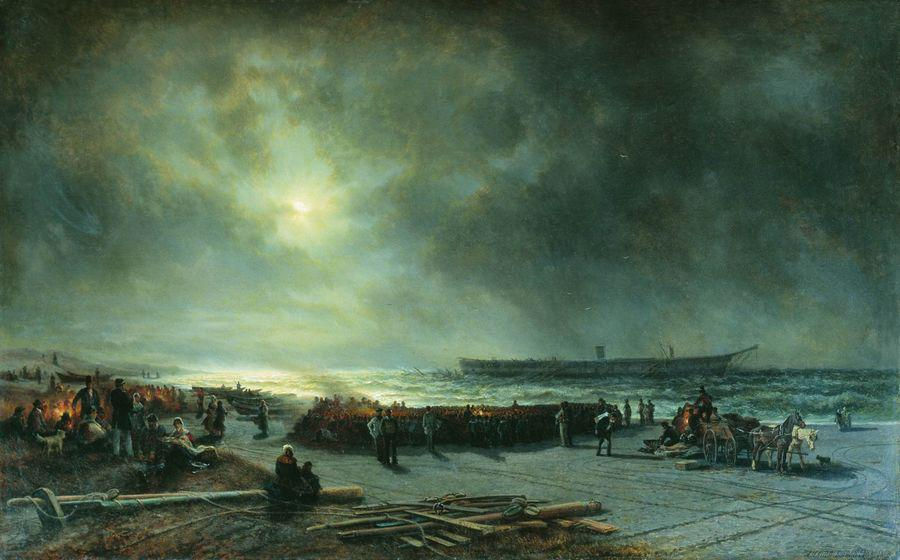
Vraket av Alexander Nevskij av Aleksej Bogoljubov, 1868

Jernkysten var en benämning under framförallt 1800-talet i sjöfartskretsar för Nordsjökusten längs Västjylland mellan ungefär Hvide Sande i söder och Thyborøn i norr.
Nordsjön har sedan århundraden tillbaka varit fruktat av sjöfolk, med strömförhållanden som är svåra att beräkna. Ett fartyg kan lätt föras ur kurs av strömmar. Samtidigt är den jylländska kusten låglänt och saknar hamnar och skyddande vikar. Om ett fartyg hamnade i problem, kunde de sandfyllda bränningarna snabbt slå ett skepp till vrak.
| ”                                                                | Denne Kyst er en Jernkyst, uden Havne og Tilflugtssteder, hvilken Skibe derfor i Almindelighed bör skye med alle Vinde, der ei ere staaende af Landet. | „ |
| – Den danske Lods – Beskrivelse over de danske Farvande fra 1850 | |   |

På försöksbasis inrättades 1847 de båda räddningsstationerna i Flyvholm och Tuskær, båda i nuvarande Lemvigs kommun, på initiativ av Christopher Berent Claudi. År 1852 inrättades det statliga Det Nørrejydske Redningsvæsen med uppgift att rädda nödställda sjömän medan de fortfarande var ombord på det förlista fartyget. Det skedde med hjälp av räddningsbåtar eller med raketapparater, vilka skapade en förbindelse mellan räddningspersonalen på land och det nödställda fartyget, för att därefter i en räddningsstol ta i land personerna en i taget. 

## Fyrar
Fyrar började organiserat uppföras i Danmark under kung Fredrik II under det 1560 inrättade Det Kongelige Danske Fyrvæsen, som lät bygga fyrar på segelleden genom Kattegatt mellan Skagen och Falsterbo. På Jyllands västkust dröjde fyrbyggande till 1842, då Hanstholm Fyr uppfördes som den första fyren.

## Fyrar längs Jyllands västkust
- Skagen Fyr Från kung Fredrik VI:s tid på 1600-talet. Den senaste är från 1858.  57°44′07.7″N 10°38′48.7″Ö / 57.735472°N 10.646861°Ö
- Hanstholm Fyr 1843 57°06′N 08°36′Ö / 57.100°N 8.600°Ö
- Hirtshals Fyr 1862 57°36′N 09°58′Ö / 57.600°N 9.967°Ö
- Bobjerg Fyr 1877 56°30′47.41″N 8°7′10.68″Ö / 56.5131694°N 8.1196333°Ö}
- Lodbjerg Fyr 1884 56°49′24″N 8°15′46″Ö / 56.82333°N 8.26278°Ö}
- Rubjerg Knude Fyr 1900 57°26′55″N 9°46′39″Ö / 57.44861°N 9.77750°Ö
- Blåvandshuk Fyr, 1900 55°33.51′N 08°05.07′Ö / 55.55850°N 8.08450°Ö}
- Lyngvig Fyr 1906 56°3.0′N 08°6.3′Ö / 56.0500°N 8.1050°Ö
- Thyborøn Kanalfyr, Thyborøn 1911  56°43′N 8°14′Ö / 56.717°N 8.233°Ö
- Agger Tange ensfyrar, Agger Tange 1988  56°42′48″N 8°14′07″Ö / 56.71333°N 8.23528°Ö